# لاونتویل

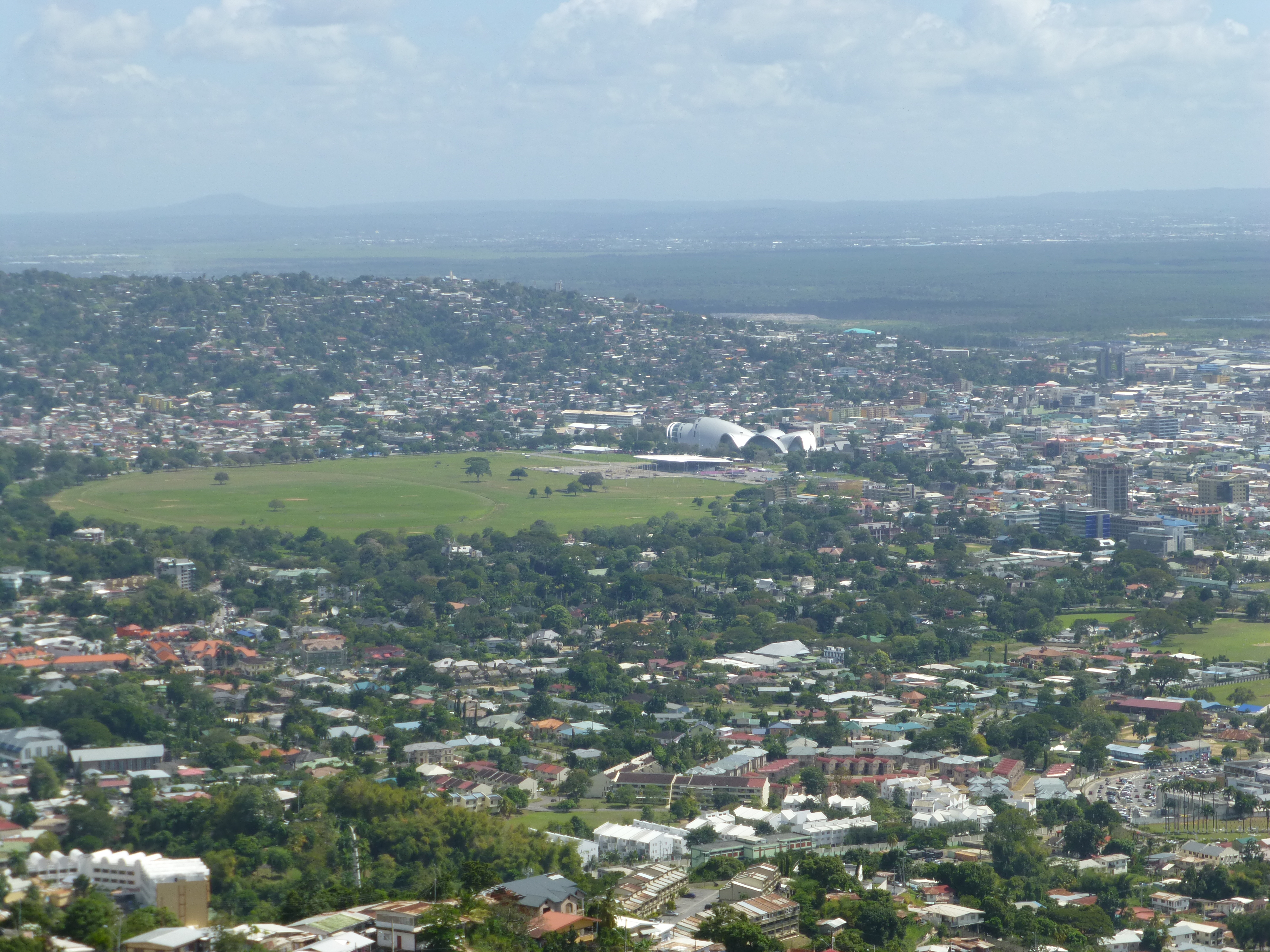
لاونتویل

لاونتویل (به انگلیسی: Laventille) شهری در کشور ترینیداد و توباگو، استان سن خوآن-لاونتویل است که جمعیت آن در سرشماری سال ۲۰۰۵ میلادی ۱۰٫۸۰۶ نفر بوده‌است.